# José Ignacio Fazio
José Ignacio Fazio (19 juli 1985) is een Argentijns schaatser. Hij is de eerste langebaanschaatser uit Argentinië die meedeed met grote toernooien. Verder rijdt hij ook shorttrackwedstrijden en begon hij zijn carrière als inline-skater.

## Carrière

### Begin
Als uitwisselingsstudent verbleef Fazio een jaar in Canada. In Noord-Amerika kwam hij in contact met shorttrack en ijshockey. Terug in Argentinië deed hij in juli 2005 bij een ijsfeest in El Calafate mee aan een schaatswedstrijd op de lagune van het Argentinomeer. Daar haalde de Nederlandse historicus Marnix Koolhaas hem over om het langebaanschaatsen te proberen. In oktober deed hij mee aan een marathonwedstrijd in Amsterdam op de Jaap Edenbaan en een maand later reed hij zijn eerste langebaanwedstrijd in Heerenveen. Hiermee werd hij de eerste Argentijn in het langebaanschaatsen. Doordat hij de enige schaatser uit Argentinië was werden al zijn persoonlijke besttijden automatisch nationale records.

### Wedstrijden
Argentinië was lid van de ISU, maar geen lid van de langebaan afdeling van de ISU. Daardoor reed Fazio in het seizoen 2005-2006 als ISU-rijder zijn rondes tijdens de wedstrijden. Fazio deed mee aan de B-competitie van de wereldbeker. Hij was met Richard Goerlitz uit Australië de enige schaatser van het zuidelijk halfrond die meedraaide in de wereldbeker-cyclus.
Het daaropvolgende seizoen kon Fazio eindelijk voor Argentinië uitkomen, het land werd namelijk aspirant-lid van de langebaanafdeling van de ISU. De Argentijn sloeg zijn basiskamp op in Milwaukee waar hij kon trainen bij Bob Fenn, de coach van Shani Davis. In Berlijn reed hij in november voor het eerst een 500 meter onder de 40 seconden. Op 17 januari 2009 debuteerde Fazio op het WK Sprint 2009 op de ijsbaan Krylatskoje in Moskou. Hij werd er 28ste (NC28), met een puntentotaal van 112.610.
José Ignacio Fazio is een achterneef van prinses Máxima.

## Persoonlijke records
| Afstand      | Tijd      | Datum             | Baan    |
| ------------ | --------- | ----------------- | ------- |
| 500 meter    | 0 36,98   | 5 december 2009   | Calgary |
| 1000 meter   | 0 1.12,04 | 10 januari 2010   | Calgary |
| 1500 meter   | 0 1.52,42 | 4 december 2009   | Calgary |
| 3000 meter   | 0 4.15,60 | 20 september 2008 | Calgary |
| 5000 meter   | 0 6.55,93 | 18 maart 2009     | Calgary |
| 10.000 meter | 15.26,08  | 20 maart 2009     | Calgary |

## Resultaten
| Jaar | WK Sprint | Wereldbeker                       |
| ---- | --------- | --------------------------------- |
| 2006 |           | 25e 100m 0p 500m 0p 1000m         |
| 2007 |           | 0p 500m 0p 1000m 0p 1500m         |
| 2008 |           | 0p 100m 0p 500m 0p 1000m 0p 1500m |
| 2009 | NC28      | 0p 100m 0p 500m 0p 1000m 0p 1500m |
| 2010 | NC35      | 0p 500m 0p 1000m 0p 1500m         |

NC# = niet gekwalificeerd voor de laatste afstand, maar wel als # geklasseerd in de eindrangschikking
0p = wel deelgenomen, maar geen punten behaald